# Trapez

Trapez z oznaczeniami

Trapez – czworokąt z przynajmniej jedną parą równoległych boków. Czasem zakłada się dokładnie jedną taką parę, przy takiej definicji równoległobok nie byłby trapezem.
Boki równoległe nazywa się podstawami, pozostałe ramionami, a odcinek łączący podstawy i prostopadły do nich – oraz jego długość, czyli odległość między podstawami – wysokością trapezu. Wszystkie trapezy są wypukłe.

## Własności

### Kąty
Dla dowolnego trapezu suma miar kątów wewnętrznych leżących przy tym samym ramieniu jest równa 180°. Jest tak, ponieważ ramię trapezu jest sieczną (transwersalą) podstaw – zob. kąty wyznaczane przez proste; kąty przy tym samym ramieniu to para kątów jednostronnych wewnętrznych.

### Przekątne
Jeśli {\displaystyle P} oznacza punkt przecięcia przekątnych, to:
- trójkąty {\displaystyle ADP} i {\displaystyle BCP} mają równe pola[a];
- trójkąty {\displaystyle ABP} i {\displaystyle CDP} są podobne, co wynika wprost z twierdzenia Talesa.

### Pole powierzchni
Jest to iloczyn wysokości i średniej arytmetycznej długości podstaw – połowy ich sumy:
{\displaystyle S={\frac {a+b}{2}}\ h}
gdzie {\displaystyle a,b} to długości podstaw, a {\displaystyle h} to jego wysokość. 
Inny wzór na pole powierzchni trapezu zawiera długości wszystkich boków (podstaw i ramion):
{\displaystyle S={\frac {1}{4}}{\frac {a+b}{|a-b|}}\ {\sqrt {|a-b|+c+d}}\ {\sqrt {|a-b|+c-d}}\ {\sqrt {|a-b|-c+d}}\ {\sqrt {-|a-b|+c+d}}}
gdzie {\displaystyle a\neq b} to długości podstaw, {\displaystyle c,d} – długości ramion.

## Przypadki szczególne

### Trapez równoramienny

Trapez równoramienny (niebędący równoległobokiem) z oznaczeniami

Trapez o ramionach równej długości. Jeśli taki trapez nie jest równoległobokiem niebędącym prostokątem, to ma on oś symetrii: przechodzącą przez środki podstaw ich wspólną symetralną. W tym przypadku kąty między ramionami a daną podstawą są równe, a kąty przeciwległe sumują się do 180°; stąd można go wtedy wpisać w okrąg.
Pole powierzchni trapezu równoramiennego można wyrazić wzorem
{\displaystyle S={\frac {g^{2}}{2}}\ \sin \varphi ,}
gdzie {\displaystyle g} oznacza długość przekątnej trapezu (obie mają równą długość), a {\displaystyle \varphi } to kąt między przekątnymi trapezu.

### Trapez prostokątny

Trapez prostokątny z oznaczeniami

Trapez, którego kąt wewnętrzny jest prosty, tj. ma miarę 90°. Ramię trapezu jako sieczna (transwersala) podstaw (zob. kąty wyznaczane przez proste) przecina je obie pod kątem prostym, dlatego trapez prostokątny musi mieć co najmniej dwa kąty proste. Szczególnym przypadkiem trapezu prostokątnego jest prostokąt – ma on cztery kąty wewnętrzne proste.